# Generalul della Rovere
Generalul della Rovere (titlul original: în italiană Il Generale della Rovere) este un film dramatic de război, coproducție franco-italiană, realizat în 1959 de regizorul Roberto Rossellini, după romanul omonim a scriitorului Indro Montanelli, protagoniști fiind actorii Vittorio De Sica, Hannes Messemer, Vittorio Caprioli, Sandra Milo, Giovanna Ralli.

## Rezumat
Genova, iarna 1943. Emanuele Bardone este un escroc mărunt tipic din acea vreme, care încearcă cumva să treacă prin anii dificili ai războiului. Cu farmec, șiretlic și o anumită cantitate de obrăznicie, el reușește să se mențină pe linia de plutire financiară cu înșelătoriile sale. 
Nici măcar suferința rudelor partizanilor și a luptătorilor din rezistență închiși, nu-l fac să se oprească de la așa ceva. Pretinde bani de la rudele lor, care îi dau totul cu încredere, sperând că îi va scăpa pe deținuți din mâna gestapoului. În ciuda tuturor banilor pe care îi câștigă prin speranța trădată de a-i salva pe deținuți, Bardone este falit în mod regulat, deoarece dependența de jocurile de noroc îl duc mereu în pragul ruinei. Partenera sa, dansatoarea Valeria, trebuie să îl ajute ocazional să iasă din situația provocată de el însuși.
Într-o zi însă, Bardone cu toată istețimea sa, a sărit peste cal. O femeie de la care a luat bani crezând că o poate ajuta cumva în legătură cu soțul ei arestat, află că nemții de mult l-au împușcat deja. Fiind denunțat de aceasta, Bardone este arestat, ajungând în mâna nemților. Remarcă imediat că interlocutorul său, SS-Standartenführerul Müller, nu este pus pe glume și îi spune lui Bardone clar, că dacă nu cooperează cu serviciul său, îl va aștepta pedeapsa cu moartea. 
Müller îi cere lui Bardone să-l joace pe generalul lui Badoglio, Giovanni Braccioforte della Rovere, un susținător al rezistenței, care a fost împușcat din greșeală de soldații germani deși aveau ordin să fie capturat în viață. În această mascaradă, Bardone trebuia să fie infiltrat între luptătorii din rezistență, în închisoarea San Vittore din Milano, pentru a obține o informație cheie de la deținuți: numele real al liderului rezistenței, care este cunoscut doar sub numele de cod „Fabrizio”. Vrând-nevrând, Bardone intră în acest rol și îl interpretează pe generalul della Rovere atât de perfect, încât în curând el însuși crede în adevărata sa chemare de lider al mișcării de rezistență.
Din mizerabilul șmecher care trăise anterior în detrimentul oamenilor pe care i-a înșelat, începe să devină un alt om. Bardone redescoperă valorile de odinioară pierdute, precum și dragostea pentru țară și de bună cuviință. Deși Müller i-a promis libertate dacă descoperă adevărata identitate a lui „Fabrizio”, Bardone trece de partea partizanilor în urma purificării sale interioare, nedivulgând identitate liderului. Acum, chiar și un milion de lire și promisiunea lui Müller de a-l lăsa să plece liber în Elveția nu-l mai pot convinge: Bardone preferă să fie împușcat decât să devină un trădător. 
Astfel, el și alți zece bărbați, inclusiv evrei, sunt executați de soldații germani, reușind mai întâi să strige cu patos „Trăiască Italia!”.

## Distribuție
- Vittorio De Sica – Emanuele Bardone
- Hannes Messemer – colonelul SS, Müller
- Vittorio Caprioli – Aristide Banchelli
- Sandra Milo – Olga
- Giovanna Ralli – Valeria
- Anne Vernon – Clara Fassio
- Nando Angelini – Paolo
- Herbert Fischer – sergentul Walter Hageman
- Mary Greco – madam Vera
- Bernardino Menicacci – temnicierul
- Lucia Modugno – partizana
- Luciano Pigozzi – deținutul gunoier
- Kurt Polter – adjutantul lui Müller
- Giuseppe Rossetti – Fabrizio
- Kurt Selge – mareșalul neamț la San Vittore
- Linda Veras – secretara nemțoaică
- Franco Interlenghi – Antonio Pasquali
- Leopoldo Valentini – Giuseppe Di Castro
- Ester Carloni – chelnerița din bordel
- Gianni Baghino – Scalise
- Baronessa Bazzani – contesa Della Rovere (nemenționat)
- Roberto Rossellini – prietenul lui Fabrizio
- Piero Pastore – un deținut
- Ivo Garrani – șeful partizanilor
- Alessandro Tedeschi – un soldat nazist

## Premii și nominalizări
- 1959 Festivalul din Venezia 1959
  - Leul de Aur pentru cel mai bun film lui Roberto Rossellini
- 1960 David di Donatello
  - Cel mai bun producător
- 1960 Nastri d'argento
  - Cel mai bun film